# Hiptage acuminata
Hiptage acuminata är en tvåhjärtbladig växtart som beskrevs av Nathaniel Wallich. Hiptage acuminata ingår i släktet Hiptage och familjen Malpighiaceae. Inga underarter finns listade i Catalogue of Life.